# 리베라 소년 합창단

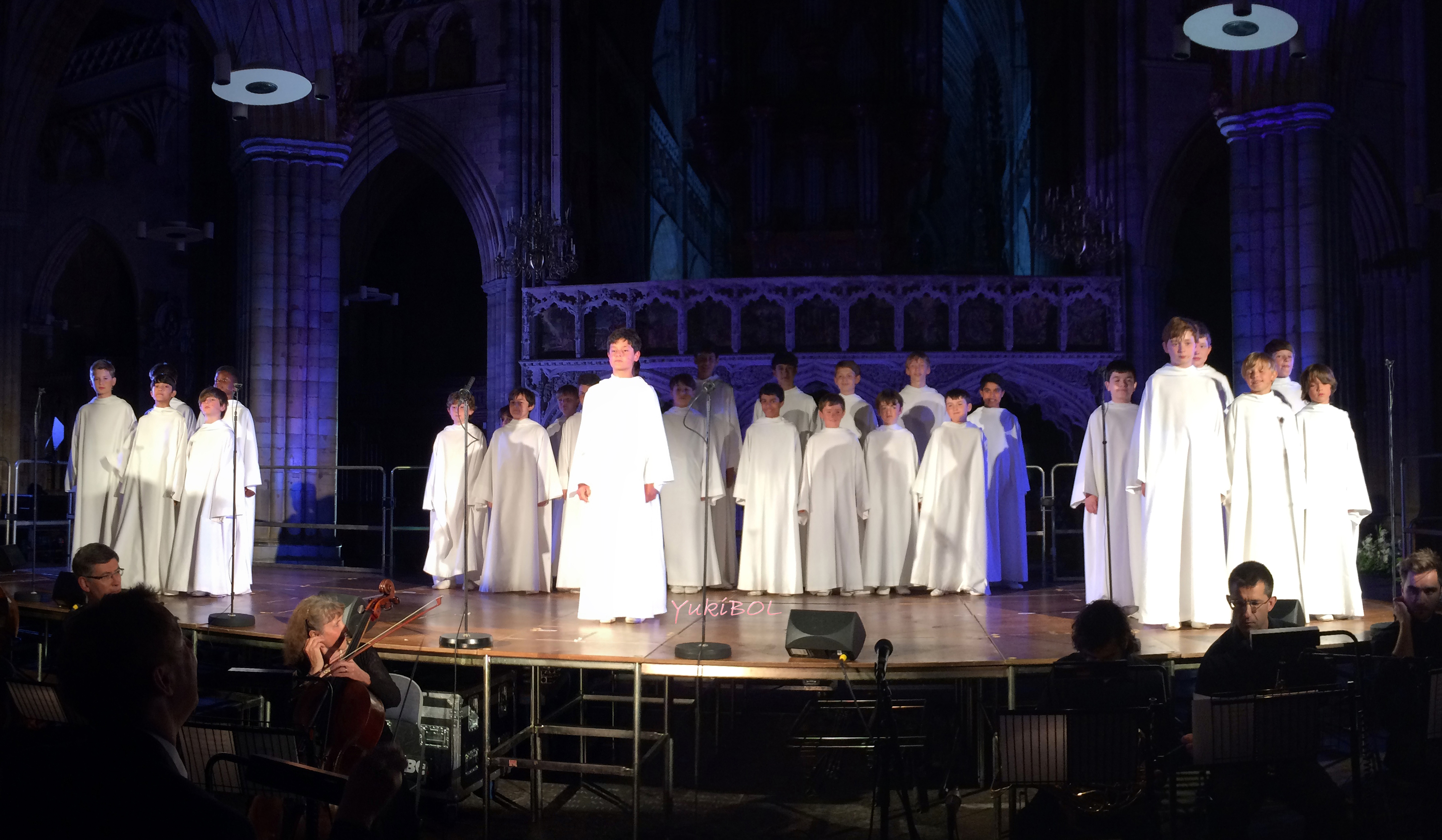

리베라 소년 합창단(libera Boy's Choir)은 로버트 프라이즈만이 지휘하는 영국의 소년 합창단이다. 단원들은 대개 런던 남쪽의 근교인 노버리(Norbury)의 성 필립스 교회 소년 합창단 출신이다. 7세~16세 사이의 소년들로 구성되며 단원수는 유동적이지만 대개 40여명 정도로 유지된다.
리베라라는 명칭은 죽은 자를 위한 미사곡(레퀴엠)의 일부인 Libera Me에서 유래했으며, Libera의 뜻은 라틴어로 "자유"라는 뜻이다.

## 공연
리베라 소년 합창단은 봄과 가을에, 아이들의 방학 기간을 이용해 여러 나라에 공연을 다닌다. 대한민국에서는 최근 2013년 4월 12일 분당요한성당, 4월 13일에는 세종문화회관 대극장에서 공연했다. 이는 4번째 내한공연이며, 리베라의 대한민국 첫 콘서트는 2005년에 이화여자대학교 대강당에서 열린 공연이었다. 두 번째 내한과 세 번째 내한에서는 세종문화회관 대극장에서 공연했다.
```
새로 일정이 잡힌 <2016 리베라 소년 합창단 내한공연> 은 3월 29일 경기도문화의 전당, 3월 31일 예술의 전당, 4월 1일 이천아트홀, 4월 3일 대전 예술의전당에 총 4회 진행된다.
```

## 디스코그래피

### 싱글 앨범
- 1987년: Sing Forever
- 1988년: Adoramus
- 1995년: Libera

### 앨범
- 1988년: Sing Forever
- 1990년: New Day
- 1992, 1993: Angel Voices
- 1996년: Angel Voices 2
- 1997년: Angel Voices 3
- 1999년: Libera
- 2001년: Luminosa
- 2003년: Complete Libera, 1999, 2001년 앨범 포함한 2개 CD 세트
- 2004년: Free
- 2005년: Visions
- 2006년: Welcome to Libera's World 일본에서만 발매.
- 2006년: Angel Voices
- 2007년: Angel Voices-Libera(콘서트) DVD, CD 발매
- 2008년: New Dawn
- 2009년: Libera Eternal - The Best of LIBERA
- 2010년: Peace
- 2011년: The Christmas Album
- 2012년: Song Of Life a collection
- 2013년: Angels Sing: Christmas in Ireland
- 2015년: Angels Sing: Libera in America
- 2017년: Hope
- 2018년: Beyond

### 영화 음악
- 1995년: <<12 몽키즈>>
- 1997년: <<로미오와 줄리엣>>
- 1998년: <<사촌 누이 베트 Cousin Bette>>
- 2001년: <<한니발 Hannibal>>
- 2005년: <<베니스의 상인>>